# Communauté de communes du Pays de la Météorite
Die Communauté de communes du Pays de la Météorite ist ein ehemaliger französischer Gemeindeverband mit der Rechtsform einer Communauté de communes im Département Haute-Vienne in der Region Limousin. Sie wurde am 26. Dezember 1996 gegründet und umfasste fünf Gemeinden. Der Verwaltungssitz befand sich im Ort Rochechouart.
Mit Wirkung vom 1. Januar 2016 wurde der Gemeindeverband mit der Communauté de communes Vienne Glane fusioniert und bildete so die neue Communauté de communes Porte Océane du Limousin.

## Mitgliedsgemeinden
1. Chéronnac
2. Rochechouart
3. Les Salles-Lavauguyon
4. Vayres
5. Videix